# Kür
Kür è un comune dell'Azerbaigian situato nel distretto di Şəmkir.